# Virgule

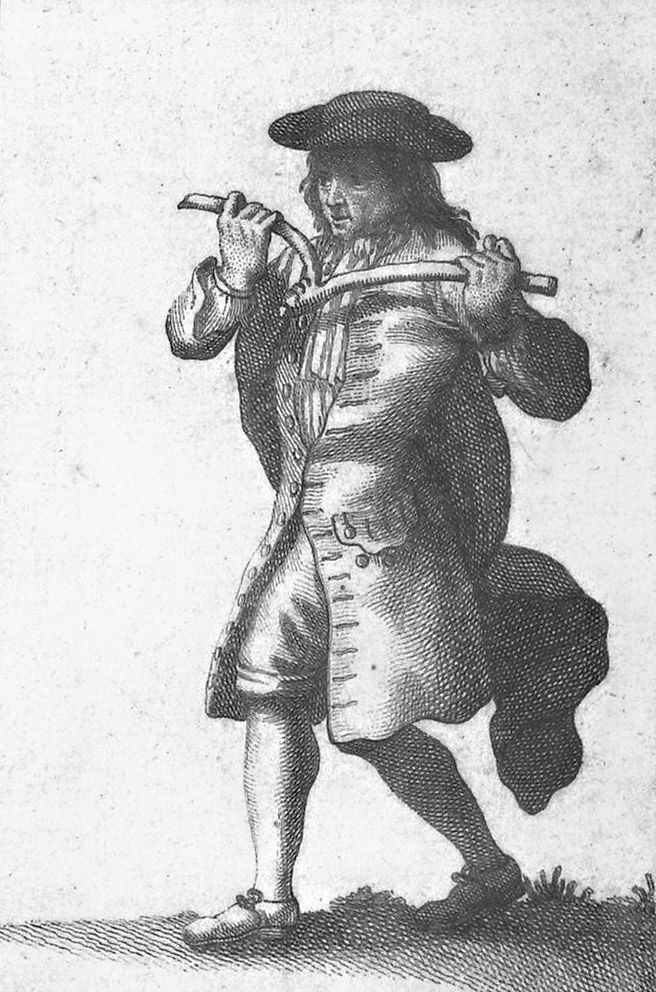
Proutkař s virgulí v 18. století

Virgule ve formě proutku, pružiny, drátu atd. je označení pomůcek provozovatelů proutkaření, telestézie, psychometrie, magie, jasnovidectví a léčitelství.
Na podobných principech má být založeno též siderické (magické) kyvadlo, které se však používá jinými postupy a často i k jiným účelům.
Podle některých prací se jedná o pouze pomůcky pro zesílení reakcí organismu na působení měřitelných fyzikálních vlivů (malé změny gravitačního, elektrického či magnetického pole, infrazvuků nebo koncentrace iontů).[zdroj⁠?!]
Virgule je používána nejčastěji k hledání vodních zdrojů, geologických poruch, geopatogenních zón, poruch na potrubí, archeologických nálezů, vzácných nerostů, ložisek rud, ropy a dalšího nerostného bohatství, dále k diagnostice nemocí, případně i jejich léčbě. Obecně jde tedy o zjišťování přítomnosti a množství libovolné látky, vlastnosti či vlivu.
Úspěšnost nebyla vědecky prokázána.

## Pohledy vědců a skeptiků
Proutkaření podporoval v nedávné minulosti také někdejší československý ministr školství a kultury, matematik a psychotronik RNDr. František Kahuda (1911–1987) v rámci tzv. psychoenergetiky a hypotézy elementárních částic duchovní energie (mentionů).
Světoví i čeští fyzikové zvláštní působení virgule vesměs odmítají, výslovně to vyjádřil například Český klub skeptiků Sisyfos nebo fyzikové RNDr. Emil Kašpar, DrSc.(1907–1998) a RNDr. Luděk Pekárek. Fyzik Pekárek je podle článku Milana Koukala v časopise 21. století přesvědčen, že původ „proutkohybných“ sil není ani ve vnějších zdrojích ani ve zvláštních schopnostech proutkaře, ale ve zvláštním stavu napětí zdeformované pružné virgule, a že dokáže sestrojit zařízení, kterými se napodobí proutkařské manipulace s virgulí, siderickým kyvadlem a podobně. Pekárek rovněž věří, že by bylo zásadně možné, avšak neproveditelné dokázat u každého jednotlivého proutkaře, že takové mimořádné schopnosti nemá.
Článek v časopise Sisyfos uvádí, že skeptická skupina Tampa Bay Skeptics při pokusu před televizními kamerami prokázala, že James D. Moore z Floridy, který tvrdil, že jím dodávanými plastikovými virgulemi lze nalézt skryté zlato, stříbro nebo šperky, dosahoval při testu výsledků, které se neliší od náhodného odhadu. Není znám žádný řádně provedený fyzikální test, který by prokázal signifikantní rozdíl mezi výsledky virgule a náhodného výběru.
Podle fyzika docenta Milana Rojka (a podle mnoha uživatelů virgule či kyvadélka) je pohyb virgule závislý jen na drobné změně v rukou proutkaře, zpravidla nevědomé, ovšem příčinu a zákonitosti tohoto nevědomého ovlivnění článek neanalyzuje. V praxi se obvykle jedná o situaci, kdy držitel virgule může díky dlouhodobým zkušenostem rozeznat hydrologické poměry v krajině podle terénu nebo třeba druhu vegetace a díky tomu odhadne místo, kde se může nacházet zdroj vody. Jeho tušení pak vyvolá nepatrný podvědomý pohyb ruky, který stačí k tomu, aby uvolnil energii napjatého proutku. Neznamená to přitom, že by muselo jít o vědomý podvod. Vše se děje podvědomě a sám proutkař věří, že jeho ruku řídí proutek, i když je tomu patrně naopak.
Na první pohled se zdá, že když virguli člověk jen drží, není možné, aby se sama točila. Ale působí tu deformační energie. Napružená virgule i nepatrnou změnu v poloze rukou indikuje zřetelným pohybem volného konce vzhůru nebo dolů. Tento princip je u všech typů virgulí stejný. Podobným případem jako virgule je siderické kyvadélko, které citlivě indikuje i nepatrné pohyby ruky. Původ těchto pohybů zůstává nevysvětlen. Jde zde o stejný problém jako v předchozím případě a jen nepatrná změna ovlivní pohyb siderického kyvadélka. Proutkaření je podle Rojka i podle dalších příznivců i odpůrců těchto postupů motorický nácvik jako například jezdění na kole.

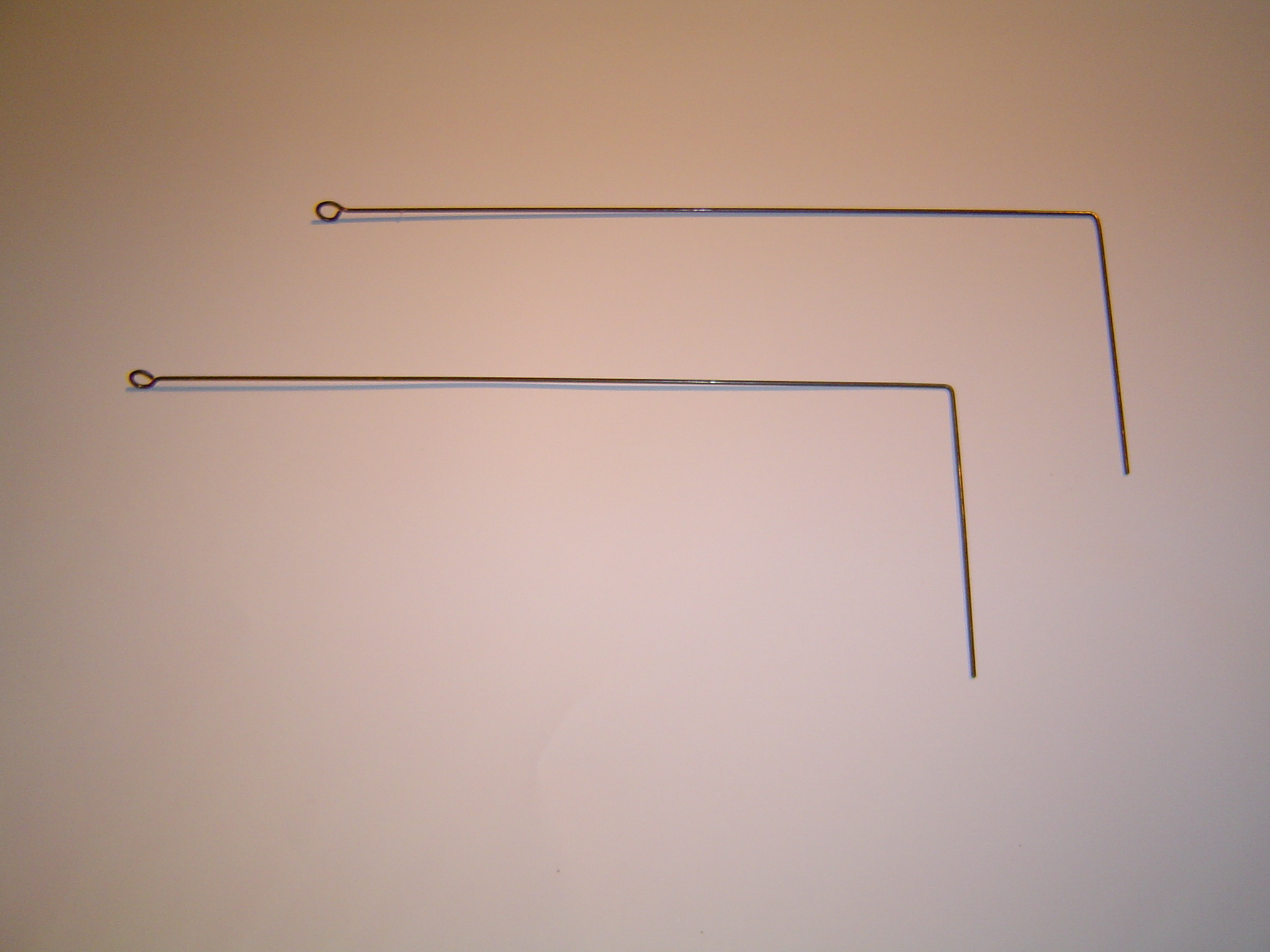
drátěné virgule

## Jiné formy
- Dráty – dvě drátěné virgule ve tvaru písmene L (pro držení v obou rukou)
- Vlaštovka – drátěná symetrická virgule ve tvaru „vlaštovky“ nebo – vidlice se zakulacenou nebo ostrou špicí (tvaru špice U nebo V) jejíž ramena se rozšiřují buď rovnoměrně nebo nejprve pod ostrým úhlem a ke koncům pod úhlem tupým (pro držení mezi dvema prsty jedné ruky)
- Pružina – drátěná virgule ve tvaru dlouhé širší pružiny (spirála; pro držení v obou rukou)
- Proutek – pružnou větvičku ve tvaru písmene Y drží proutkař oběma rukama za rozdvojené větve a ohýbá je od sebe, společná větev míří od těla; její pohyb nahoru nebo dolů indikuje nepatrné pohyby jeho rukou.
- Hůl – dřevěný nástroj tvaru rovné či zahnuté hole či hůlky (pro držení v jedné či obou rukou)

Siderické (lat.. „hvězdné, zářící“) nebo magické kyvadlo či pendl (z lat. pendulum, kyvadlo) předmět, zpravidla z materiálu vyšší hustoty, např. kov či kámen, zavěšený na jednoduchém nebo dvojitém provázku nebo řetízku, většinou pro držení v jedné ruce) se používalo rovněž v mnoha kulturách odedávna,[zdroj?] mnohdy v kombinaci s virgulí. Je údajně přesnější a citlivější, mezi virgulí a siderickým kyvadlem je prý rozdíl jako mezi skládacím metrem a noniovým posuvným měřítkem.